# Gare de Mandres
La gare de Mandres est une gare ferroviaire désaffectée de la ligne de Paris-Bastille à Marles-en-Brie. Elle se situe dans la commune de Mandres-les-Roses dans le Val-de-Marne en France.

## Histoire
La gare est ouverte pour le transport de voyageurs en 1876, dans ce qui s'appelle alors simplement la commune de Mandres, sur la voie ferrée reliant la gare de Paris-Bastille à la gare de Verneuil-l'Étang. Pour que la voie ne coupe pas à travers les terres agricoles propriété du prince de Wagram, la gare est excentrée, « déportée d'un bon kilomètre hors du village » de Mandres. À partir de 1897, le train du soir (18h) de la ligne est équipé d'un wagon pour marchandises ; la ligne est dès lors utilisée par des rosiéristes de Mandres (ainsi que de Grisy-Suisnes, de Villecresnes et d'autres) qui transportent leurs roses aux Halles de Paris. Concurrencé par le camion à partir de 1919, le train continue à être utilisé par des rosiéristes, et devient « le train des roses », « jusqu'au jour où un service de cars fut créé à leur intention ». Déficitaire, la gare est fermée en 1953, l'année avant que Mandres ne prenne le nom de Mandres-les-Roses,. En direction de Paris la prochaine gare est celle de Villecresnes (détruite) ; en direction de Marles-en-Brie, la prochaine gare est celle de Santeny - Servon (détruite).
Initié à la fin des années 1980, le projet « la Végétale » (initialement « Tégéval ») est ouvert en 2023. Il s'agit d'une voie verte réservée aux piétons et aux vélos, reliant Créteil à Yerres et dont une partie se situe sur l'ancienne voie de chemin de fer de la ligne de Bastille. La Végétale passe par la gare désaffectée de Mandres, qui est aujourd'hui un logement privé doublé d'une ferme pédagogique,,,.